# Apaklu
Apaklu (armeniska: Ափաքլու) är ett berg i Armenien. Det ligger i den nordvästra delen av landet, 100 kilometer norr om huvudstaden Jerevan. Toppen på Apaklu är 1 796 meter över havet, eller 244 meter över den omgivande terrängen. Bredden vid basen är 4,4 km.
Terrängen runt Apaklu är varierad. Närmaste större samhälle är Tasjir, 8,0 kilometer nordväst om Apaklu.
Trakten runt Apaklu består till största delen av jordbruksmark. Runt Ap'ak'lu Lerr är det ganska tätbefolkat, med 96 invånare per kvadratkilometer.